# Szalafő
Szalafő là một thị trấn thuộc hạt Vas, Hungary. Thị trấn này có diện tích 27,37 km², dân số năm 2010 là 214 người, mật độ 8 người/km².